# Alexandre Sloboda
Alexandre Sloboda Fonseca (Río de Janeiro, 2 de junio de 1973) es un jugador profesional de voleibol brasileño, juego de posición central. 

## Palmarés

### Clubes
Campeonato Brasileño:
- 1995, 1999
- 1996

Campeonato de Francia:
- 2004
- 2001, 2002, 2003, 2006, 2009
- 2000, 2005

Copa de Francia:
- 2003, 2005, 2006[1]

Liga de Campeones:
- 2005[2]
- 2007
- 2004

Supercopa de Francia:
- 2005

## Premios individuales
- 2005: Mejor central Final Four Liga de Campeones